# Abraham Simpson
Abraham Jebediáš Simpson je fiktivní postava z amerického animovaného seriálu Simpsonovi. Poprvé se objevil v Grandpa and the Kids, jednominutovém skeči Simpsonových v The Tracey Ullman Show, ještě před debutem televizního seriálu v roce 1989.
Dědu Simpsona v původním znění namlouvá Dan Castellaneta, který také dabuje jeho syna Homera Simpsona. Abe je dědečkem Barta, Lízy a Maggie Simpsonových z otcovy strany. V tisícím čísle časopisu Entertainment Weekly byl Abe vybrán jako „dědeček pro dokonalou televizní rodinu“. Abe Simpson je veterán z druhé světové války a vysloužilý farmář, kterého později Homer poslal do Springfieldského domova důchodců. Je známý svými dlouhými, blábolivými, často nesouvislými a nepodstatnými historkami a senilitou.

## Role vSimpsonových
Abraham Simpson je otcem Homera Simpsona, tchánem Marge Simpsonové a dědečkem sourozenců Barta, Lízy a Maggie z otcovy strany. Abe je také otcem dvou nemanželských dětí: dcery Abbey od Britky Edwiny během pobytu ve Spojeném království za druhé světové války a Herberta Powella od pouťové prostitutky. Děda má staršího bratra Cyruse, který žije na Tahiti a má několik domorodých manželek. Má také mladšího bratra Cheta, jenž vlastní neúspěšnou firmu na výrobu krevet. Mezi jeho další sourozence patří Hubert, Tyrone, Fester, Bill a Hortense. Děda byl krátce ženatý s Amber, stejnou ženou, kterou si Homer vzal v Las Vegas. Děda byl také krátce ženatý s Marginou sestrou Selmou Bouvierovou a kdysi byl romanticky spojován s Marginou matkou Jacqueline Bouvierovou (tchyní jeho syna). Děda Simpson je také ženatý s Ritou LaFleurovou.
Téměř všechny Abeovy životopisné informace poskytuje on sám a zdá se, že jsou vymyšlené, i když to může být pravděpodobně způsobeno jeho stářím. Mnohé z jeho příběhů se zdají být značně nepřesné, často fyzikálně nebo historicky nemožné a občas si neodpovídají ani navzájem, což naznačuje, že Abe je značně senilní. Není známo, kde se dědeček narodil. Tvrdí, že do Ameriky přišel jako chlapec ze „staré země“, ale nepamatuje si, která země to byla. Abe vyrůstal v New Yorku se svými rodiči, Orvillem J. Simpsonem a Yumou Hickmanovou. V epizodě Million Dollar Abie ze 17. řady uvádí svůj věk 83 let, zatímco v epizodě Dědo, slyšíš mě? (29. řada) rodina slaví jeho 87. narozeniny, ačkoli kanonicky je mu 83 let. V epizodě Zima jeho spokojenosti (25. řada) Homer uvádí, že dědečkův otec je stále naživu.
Děda je veteránem druhé světové války, kde sloužil jako rotmistr jednotky Létající pekelné ryby. Na samém konci války v Evropě dědečkova jednotka „osvobodila“ skrýš neocenitelných uměleckých děl od vzdávajících se německých vojsk. Jednotka Létající pekelné ryby vytvořila tontinu a pohřbila umělecká díla v kufru na moři. O desítky let později se Montgomery Burns, druhý přeživší člen jednotky, pokusil dědu zavraždit, aby získal umělecká díla, což Abea přimělo k porušení tontiny. Když Abe a Bart získali umění od pana Burnse zpět, přijelo ministerstvo zahraničí, aby umění vrátilo jeho právoplatnému majiteli. Abe byl v 50. letech nenáviděným wrestlerem jménem Glamorous Godfrey, což bylo odhaleno v epizodě Krasavec děda, kde vystupoval s panem Burnsem.
Homerova matka Mona Simpsonová byla za Abea několik let provdaná. Podle epizody Letecký hrdina se seznámili v 50. letech a dali se dohromady v den, kdy Abe údajně překonal zvukovou bariéru. Hippie životní styl ji nadchl poté, co v televizi viděla vlasy Joea Namatha. Stala se uprchlíkem před spravedlností poté, co se podílela na sabotáži výzkumné laboratoře biologických zbraní, kterou vlastnil pan Burns, aby záměrně otrávila všechny obyvatele Springfieldu. Aby to vysvětlil svému tehdy šestiletému synovi, řekl děda, že Mona zemřela, když byl Homer v kině. Děda má se svým synem špatný, ale někdy láskyplný vztah. Homer ho umístil do domova důchodců, jakmile to bylo možné, přestože děda prodal svůj dům, aby poskytl Homerovi hypotéku. Opakovaně je naznačováno, že děda byl sice starostlivý, ale zároveň přísný vychovatel, který dokázal Homera v době dospívání velmi kontrolovat, zanedbávat a dokonce citově zneužívat, což mu dodnes neodpustil. Poté, co Mona Homera v mladém věku opustila a utekla s šaškem, vychovával děda Homera sám. V epizodě 4. řady Nastrčená osoba děda řekne Rogeru Myersovi mladšímu, šéfovi studia Itchy a Scratchy, že čtyřicet let pracoval jako noční hlídač brusinkového sila.
Rodina Simpsonových se často snaží vyhnout zbytečnému kontaktu s dědou. Běžný gag v seriálu má obvykle Abe v epizodním výstupu, kde se diví, kde všichni jsou, nebo si přeje, aby si ho rodina všimla. Jedním z příkladů bylo, když si rodina myslela, že něco zapomněla v letadle v epizodě Strach z létání. Zapomenutým se ukázal děda. Navzdory tomu Homer čas od času projevuje pocity lásky ke svému otci.

## Postava

### Vytvoření
Matt Groening, tvůrce Simpsonových, chtěl mít postavu, která by byla „opravdu mrzutá“ a stará, hodně si stěžovala a vymýšlela příběhy, které by vyprávěla dětem, a tak vytvořil dědu. Poté, co pojmenoval hlavní postavy po členech své vlastní rodiny (s výjimkou Barta, anagramu slova „spratek“, které nahradil svým jménem), Groening odmítl pojmenovat dědu po svém dědečkovi Abrahamu Groeningovi. Výběr jména nechal na scenáristech, kteří ovšem vybrali „Abraham“, ačkoli nevěděli, že se tak jmenoval i Groeningův dědeček. Poprvé se Abe objevil ve skeči Simpsonových Grandpa and the Kids, který měl premiéru v The Tracey Ullman Show 10. ledna 1988. V tomto skeči děda vypráví svým vnoučatům příběhy o „starých dobrých časech“. Když mu přestanou věnovat pozornost, předstírá vlastní smrt, aby znovu získal jejich pozornost.
Scenárista Simpsonových Al Jean poznamenal, že Abe je často terčem vtipů o starých lidech. Podle něj je to proto, že se štáb snaží ilustrovat, jak společnost špatně zachází se staršími lidmi, „a částečně je to proto, že lidé starší 55 let se na náš seriál nikdy nedívají“. Bill Oakley a Josh Weinstein, bývalí scenáristé seriálu, uvedli, že rádi píší epizody o Abeovi, protože jsou „posedlí“ starými lidmi. Weinstein se vyjádřil, že staré lidi „oba milují a zároveň je zřejmě opravdu nenávidí“. Řekl také, že ho „baví“ psát pro postavy, jako jsou děda a pan Burns, kvůli jejich „zastaralosti“ a protože může používat slovníky pro vyhledávání „slangu starých časů“.

### Hlas
V původním znění dědův hlas namluvil Dan Castellaneta. Castellaneta byl součástí stálého obsazení pořadu The Tracey Ullman Show a již dříve se věnoval dabingu v Chicagu po boku své manželky Deb Lacustové. Castellaneta se při nahrávání rád drží své postavy a snaží se v mysli vizualizovat scénu, aby jí mohl propůjčit správný hlas. V epizodě Dědeček versus sexuální ochablost (6. řada, 1994) se objevilo mnoho interakcí mezi dědou a Homerem, takže Castellaneta musel při nahrávání hlasů pro tuto epizodu mluvit sám se sebou. Řekl, že je pro něj těžké dělat dědův hlas, protože je „sípavý a vzdušný“.
V českém znění daboval Abea Simpsona do 33. řady Dalimil Klapka.

## Přijetí

### Recenze
Nancy Basileová z About.com označila dědu za pátou nejlepší postavu Simpsonových a nazvala ho „dokonalým stereotypním starým člověkem“. V 1000. čísle časopisu Entertainment Weekly byl Abe vybrán jako „dědeček pro dokonalou televizní rodinu“. Joe Rhodes z TV Guide považoval za nejpamátnější dědovu hlášku: „Když se do devíti nevrátím domů, prohlásí mě právně za mrtvého a vyberou mi pojistku.“. Dan Castellaneta získal dvě ceny Primetime Emmy v kategorii vynikající hlasový projev za namluvení různých postav, včetně Abea. První byla udělena v roce 1992 za epizodu Cena lásky a druhá v roce 2004 za epizodu Krustyho zkouška z dospělosti. V roce 2010 byl Castellaneta na cenu nominován za namluvení dědy a Homera v epizodě Čtvrtky s Abiem.
Scenárista Simpsonových David Mirkin prohlásil, že jedním z jeho nejoblíbenějších vtipů v seriálu je ten, kdy děda jede na kole po ulici vysokou rychlostí a křičí, že se cítí opět mladý, a následně je spadne z kola. Patrick Bromley z DVD Verdictu v recenzi na epizodu Milenec Lady Bouvierové, která je věnována dědečkovi, uvedl, že ho „nikdy vůbec nezajímají“ epizody, které se točí kolem dědečka, protože podle něj je Abe „skvělý jako postava v pozadí, ale už méně, když je v centru dění“. Colin Jacobson z DVD Movie Guide v recenzi téže epizody uvedl, že Abe je „vždycky zábavný“ a „je hezké ho vidět v rozverné náladě, alespoň na chvíli“.

### Analýza
David Mirkin si myslí, že je těžké udělat „nudnou“ postavu, jako je děda, zábavnou. Podle něj je Abe nakonec vtipný tím, že věci, které říká, jsou v kontextu nudy a fádnosti „skutečně vtipné“. Anne-Marie Barryová a Chris Yuill, autoři knihy Understanding the Sociology of Health, poznamenali, že v epizodách, v nichž se Abe objevuje, je komediální obsah často vytvářen tím, že Abe v „nevhodných“ chvílích usíná nebo se pouští do dlouhých blábolivých historek o svém mládí. „Takové případy odpovídají oblíbeným stereotypům, že všichni staří lidé jsou ‚dementní‘ a ve špatném zdravotním stavu,“ napsali.
Alan S. Brown a Chris Logan v knize The Psychology of The Simpsons napsali, že dědeček má v rodině Simpsonových nejmenší „moc“ a že se k němu chovají jen o málo víc než k dítěti a často ho ignorují. Rodina se často směje jeho „selhávající“ paměti a jeho „neúčinným“ pokusům získat to, co chce. Dodali, že dědeček je opuštěný, zapomenutý a zřídkakdy je zván, aby trávil čas s rodinou. Autoři komentovali, že „není bez vlivu, ale rozhodně nehraje tradiční roli dědečka v rodinné hierarchii“.
Brown a Logan také napsali, že děda měl značný vliv na formování Homerova charakteru a že retrospektivy v Simpsonových ukazují, jak „zlým“, „kritickým“ otcem pro Homera byl. „Křičel, používal tělesné tresty a neustále znevažoval Homerovy pokusy bavit se, randit a vynikat v různých činnostech,“ dodali. Autoři též uvedli, že Homer se „marně“ snaží napravit svůj vztah s dědečkem a neustále usiluje o jeho uznání, ale dědeček je i nadále „stejně kritický jako vždy“. V některých epizodách však Homerovi ukáže i svou milující stránku, například v epizodě Dědeček versus sexuální ochablost, kdy s Homerem sleduje, jak hoří farma, nebo v epizodě Panu Burnsovi s láskou, kde v retrospektivě dělá vše pro to, aby ochránil Homerova psa před panem Burnsem. Bruce Evan Blaine ve své knize Understanding the Psychology of Diversity napsal, že dědeček je obvykle zobrazován jako „unylý“, „senilní“ a „závislý“ člověk, který je v životě svého syna „triviální“ a „často jednorázovou postavou“.

## Další výskyty
Společnost Playmates Toys vytvořila dvě figurky dědy Simpsona pro sérii World of Springfield. První, vydaná v květnu 2000, zobrazuje dědu v jeho obvyklém vzhledu, druhá byla vydána v červnu 2002 a zobrazuje dědu v jeho nedělním kostelním oblečení. Vedle televizního seriálu se Abe pravidelně objevuje v číslech Simpson Comics, které vycházely od 29. listopadu 1993 do 17. října 2018. Abe hraje také roli v atrakci The Simpsons Ride, která byla spuštěna v roce 2008 v Universal Studios Florida a Hollywood.